# Чайчинцы
Чайчинцы (укр. Чайчинці) — село в Барсуковской сельской общине Кременецкого района Тернопольской области Украины. Основано в 1645 году.
До 2020 года входило в Лановецкий район.
Код КОАТУУ — 6123885701.

## Географическое положение
Село Чайчинцы находится на берегу безымянной реки, которая через 4 км впадает в реку Горынь,
выше по течению на расстоянии в 0,5 км расположено село Гнидава,
ниже по течению на расстоянии в 1 км расположено село Снегуровка.

## Население
Население по переписи 2001 года составляло 594 человека.

### Языковой состав
Родной язык населения по данным переписи 2001 года:
| Язык       | Численность, чел. | Доля     |
| ---------- | ----------------- | -------- |
| Украинский | 593               | 99,83 %  |
| Другое     | 1                 | 0,17 %   |
| Итого      | 594               | 100,00 % |

## Объекты социальной сферы
- Школа I—II ст.
- Клуб.
- Фельдшерско-акушерский пункт.

## Достопримечательности
- Братская могила советских воинов.